# Orthiostola
Orthiostola é um gênero de mariposa pertencente à família Acrolepiidae.